# Auto GP
La Auto GP fue un campeonato de automovilismo que se disputó desde el año 1999 al año 2016. Se utilizaron monoplazas con chasis Lola y motores Zytek. Tras los problemas sufridos por el campeonato en 2015, desde la temporada siguiente este se compone del reglamento y organización del BOSS GP, siendo la última de la categoría.
La categoría surgió como la Fórmula 3000 Italiana, ya que únicamente una fecha de la temporada 1999 y dos fechas de la temporada 2000 se celebraron fuera de ese país. Para 2001, solamente la mitad del calendario comprendía fechas de Italia, por lo cual la categoría cambió de denominación. La categoría fue nuevamente italiana en 2005, y al año siguiente retornó al formato europeo.
En 2010, el campeonato realizó cuatro carreras en conjunto con el Open Internacional de GT. Luego realizó un acuerdo con el Campeonato Mundial de Turismos para realizar seis carreras en conjunto en 2011, siete en 2012, cuatro en 2013 y tres en 2014.
El Auto GP realizó fechas con el DTM, Blancpain Endurance Series, Superstars Series y la Copa Europea de Turismos en 2013. En 2014 compartió dos fechas con la European Le Mans Series y una con el DTM. Debido a problemas de inscripciones, disputó solamente dos rondas en 2015.

## Circuitos
| - Adria (2005-2006, 2016) - Algarve (2009, 2012) - Assen (2016) - Brno (2002-2005, 2010-2011, 2013, 2016) - Cagliari (2002-2003) - Cheste (2001, 2008-2009, 2011-2012) - Curitiba (2012) - Dijon-Prenois (2002, 2004) - Donington Park (1999-2004, 2011, 2013) - Estoril (2004, 2014) - Hungaroring (2006-2007, 2011-2014) | - Imola (1999-2001, 2005-2006, 2010, 2014, 2016) - Jerez (2002-2004, 2008) - Magione (2005, 2008) - Magny-Cours (2003, 2007, 2009-2010) - Marrakech (2012-2014) - Misano (1999-2000, 2005-2006, 2008) - Monza (1999-2005, 2007, 2009-2014, 2016) - Montmeló (2006-2008) - Mugello (2000, 2005-2008, 2011, 2013) - Navarra (2010) | - Nürburgring (2001-2004, 2007, 2013-2014,) - Oschersleben (2011) - Paul Ricard (2014) - Pergusa (1999-2003,) - Red Bull Ring (2014) - Silverstone (2006, 2013) - Sonoma (2012) - Spa-Francorchamps (2002-2004, 2006-2008, 2010) - Vallelunga (1999-2002, 2005-2009) - Zolder (2001, 2004, 2009) |

## Campeones
| Año                   | Piloto                  | Escudería                | Ganador clase secundaria              |
| Fórmula 3000 Italiana | Fórmula 3000 Italiana   | Fórmula 3000 Italiana    | Fórmula 3000 Italiana                 |
| --------------------- | ----------------------- | ------------------------ | ------------------------------------- |
| 1999                  | Giorgio Vinella         | Team Martello            |                                       |
| 2000                  | Ricardo Sperafico       | Arden Team Russia        |                                       |
| Euro Fórmula 3000     |                         |                          |                                       |
| 2001                  | Felipe Massa            | Draco Junior Team        |                                       |
| 2002                  | Jaime Melo Jr.          | Team Great Wall          |                                       |
| 2003                  | Augusto Farfus          | Draco Junior Team        |                                       |
| 2004                  | Nicky Pastorelli        | Draco Junior Team        |                                       |
| Fórmula 3000 Italiana |                         |                          |                                       |
| 2005                  | Luca Filippi            | FMS International        | Stefano Gattuso (Clase Light)         |
| Euroseries 3000       |                         |                          |                                       |
| 2006                  | Giacomo Ricci           | FMS International        | Giacomo Ricci (Fórmula 3000 Italiana) |
| 2007                  | Davide Rigon            | Minardi by GP Racing     | Davide Rigon (Fórmula 3000 Italiana)  |
| 2008                  | Nicolas Prost           | Bull Racing              | Omar Leal (Fórmula 3000 Italiana)     |
| 2009                  | Will Bratt              | FMS International        | Will Bratt (Fórmula 3000 Italiana)    |
| Auto GP               |                         |                          |                                       |
| 2010                  | Romain Grosjean         | DAMS                     | Adrien Tambay (Trofeo Sub-20)         |
| 2011                  | Kevin Ceccon            | DAMS                     | Kevin Ceccon (Trofeo Sub-20)          |
| Auto GP World Series  |                         |                          |                                       |
| 2012                  | Adrian Quaife-Hobbs     | Super Nova International | Adrian Quaife-Hobbs (Trofeo Sub-20)   |
| Auto GP               |                         |                          |                                       |
| 2013                  | Vittorio Ghirelli       | Super Nova International | Vittorio Ghirelli (Trofeo Sub-20)     |
| 2014                  | Kimiya Sato             | Super Nova International |                                       |
| 2015                  | Temporada cancelada     | Temporada cancelada      | Temporada cancelada                   |
| 2016                  | Luis Michael Dörrbecker | Torino Squadra Corse     |                                       |